# Conclusio
Conclusio, eller peroratio, är i den klassiska retoriken avslutningen av ett tal. Conclusio, talets avslutning, syftar såldes till den sista delen inom retorikens dispositio¸ dvs. talets dispositionsordning. Inom partes-läran, den retoriska arbetsprocessen, syftar dispositio till att organisera talets innehåll och argumentation på det mest passande och gynnsamma sättet. Det finns flera aspekter som talaren bör ta i beaktande i avslutningen av ett tal. Avslutningen bör avrunda talet på ett lämpligt sätt, sammanfatta budskapet, appellera till känslan och mana sina åhörare till handling eller få dem ”att inta bestämda attityder”. Vidare är det väsentligt att publiken förstår att talet faktiskt är slut, vilket poängterar det faktum att talets avslutning bör vara närmare storslagen och helst känsloladdad, eventuellt kan talaren berätta för sin publik att talet är slut exempelvis genom att tacka för sig.

## Avslutningens främsta syfte
Avslutningen sägs ha två huvuduppgifter: att få publiken att minnas och känna för det talaren har sagt. I Ad Herennium kan vi läsa att ett tals avslutningar, hos grekerna kallat epilogoi, innefattar särskilda delar som talaren bör förhålla sig till för att kunna uppnå ett fulländat tal. Talets conclusio ser dock annorlunda ut beroende på vilket slags tal som hålls, t.ex. ett juridiskt tal, genus judiciale, och ett politiskt tal, genus deliberativum, skiljer sig åt i innehåll och disponering. Det finns däremot funktioner med ett tals avslutning som kan sägas vara gemensamma för alla former av tal - få åhörarna att minnas talet genom att sammanfatta talet och appellera till känslor.
Däremot är det värt att nämna att exempelvis Aristoteles ansåg att endast talets tes och argument är de delar som alltid är väsentliga i alla tal, med andra ord ansågs inte alltid avslutningen högst nödvändig att ha med i ett tal.

### Få åhörarna att minnas talet
Man talar bland annat om rekapitulation, enumeratio, i Ad Herennium när man talar om conclusio. Rekapitulation betyder ”sammanfattning”, vilket är precis vad avslutningens huvuduppgifter syftar till att göra: sammanfatta. För att talaren ska bli så tydlig som möjligt och säkerställa att talets budskap nått fram, samt att åhörarna går därifrån och minns det viktigaste, bör talet sammanfattas. Något som kan vara svårt då talets sammanfattning ska vara effektiv och inte för lång. Quintilianus poängterar att sammanfattningen bör undvika att vara alltför pedagogisk eftersom talaren inte vill riskera att skriva åhörarna på näsan och därmed förnärma dem. I sammanfattningen av talet, också kallat recapitulatio, bör talaren främst fokusera på logos eftersom sammanfattningen vill få åhörarna att minnas talets mest essentiella åsikter/förslag. Rekapitulation handlar alltså inte om att återupprepa allt som sagts i talet utan att hjälpa åhörarna att minnas talets viktigaste punkter för att på så sätt få dem att känna för det talet vill förmedla.
Dessutom är det fördelaktigt att avsluta med en sammanfattning av det viktigaste i talet eftersom det blir det sista publiken minns istället för talets motståndarargument, refutatio, dvs. publiken minns talarens förslag istället för de argument som talar emot talets egen tes.

### Få åhörarna att känna för talet
Talaren vill inte endast att åhörarna ska minnas talet och dess förslag utan även att publiken ska brinna för dem. Det räcker således inte med att få publiken att acceptera talet och den tes som bedrivs utan conclusio, talets avslutning, bör engagera åhörarnas känslor för att skapa en vilja att agera eller förändra deras attityd. Här kan talaren exempelvis tala om vem som berörs, varför frågan är viktig, vad potentiella utfall kan bli och framförallt bli personlig i syfte att väcka känslor. I avslutningen av talet bör talaren främst fokusera på pathos-argument för att på så sätt "aktivera publikens vilja" och väcka känslor, något som i sin tur kan leda till handling eller attitydförändring.

## Källförteckning